# Hemerobius gilvus
Hemerobius gilvus är en insektsart som beskrevs av Stein 1863. Hemerobius gilvus ingår i släktet Hemerobius och familjen florsländor. Inga underarter finns listade i Catalogue of Life.